# Ball's Pyramid
Ball's Pyramid (Kim tự tháp của Ball) là một đảo đá nút, một khối đá tàn dư của núi lửa hình khiên và miệng núi lửa nằm cách đảo Lord Howe 20 kilômét (12 mi) về phía đông nam. Nó cao 562 mét (1.844 ft) trong khi chỉ dài 1.100 mét (3.600 ft) và rộng 300 mét (980 ft) khiến nó trở thành khối đá tàn dư núi lửa cao nhất thế giới. Ball's Pyramid là một phần của Công viên biển Đảo Lord Howe, nằm cách 643 kilômét (400 mi) về phía đông bắc Sydney.
Dốc, xói mòn và được hình thành 6,4 triệu năm trước, Ball's Pyramid nằm ở trung tâm của thềm lục địa và được bao quanh bởi vùng biển động khiến mọi biện pháp tiếp cận hòn đảo trở lên rất khó khăn.

## Lịch sử
Đảo đá này được đặt theo tên của Trung úy Hải quân Hoàng gia Anh Henry Lidgbird Ball, người đã báo cáo về việc phát hiện ra nó vào năm 1788. Cũng trong chuyến đi này, ông cũng đã báo cáo về việc phát hiện ra đảo Lord Howe. Người đầu tiên lên bờ được cho là Henry Wilkinson, một nhà địa chất của Bộ Mỏ New South Wales vào năm 1882.
Năm 1964, một nhóm leo núi bao gồm cả Dick Smith và các thành viên khác của phong trào Hướng đạo đã cố gắng leo lên đỉnh của đảo đá. Nhưng đến ngày thứ năm họ đã phải quay trở lại vì thiếu lương thực và nước uống. Đảo đá lần đầu tiên được chinh phục là vào ngày 14 tháng 2 năm 1965 bởi Bryden Allen, John Davis, Jack Pettigrew và David Witham của Câu lạc bộ leo núi Sydney. Jack Hill của New Zealand sau đó leo lên đỉnh cùng với Jack Pettigrew vào ngày hôm sau. Don Willcox và Ben Sandilands là một phần của nhóm hỗ trợ.
Năm 1979, Dick Smith đã trở lại hòn đảo cùng với những người leo núi là John Worrall và Hugh Ward. Họ đã thành công trong việc leo lên đỉnh hòn đảo, treo Cờ New South Wales được trao bởi thống đốc bang Neville Wran, tuyên bố là lãnh thổ của Úc. Leo lên đảo đá sau đó đã bị cấm vào năm 1982 theo sửa đổi Đạo luật Đảo Lord Howe. Vào năm 1986, mọi hoạt động tới đảo đá đã bị cấm bởi Hội đồng Đảo Lord Howe. Năm 1990, chính sách này đã được nới lỏng để cho phép một số người leo núi, theo những điều kiện nghiêm ngặt và trong những năm gần đây kèm theo yêu cầu là được sự cho phép của bộ trưởng bang liên quan.

## Địa lý
Cũng giống như đảo Lord Howe và Chuỗi núi ngầm Lord Howe, Ball's Pyramid cũng nằm trên Sống núi Lord Howe, và là một phần của lục địa Zealandia. Xung quanh nó có một vài đảo vệ tinh nhỏ. Đá Observatory và đảo nhỏ Wheatsheaf nằm cách khoảng 800 mét (2.600 ft) về phía tây-tây bắc và tây-tây nam của đảo. Đá Đông Nam là một đỉnh cao nằm cách Ball's Pyramid 3,5 kilômét (2,2 mi) về phía đông nam.
Phần thềm có chiều dài 20 kilômét (12 mi) và rộng trung bình 10 kilômét (6,2 mi), nằm ở độ sâu trung bình 50 mét (160 ft) so với mặt biển. Nó được ngăn cách bởi một hẻm núi ngầm sâu 500 mét-deep (1.600 ft) và một phần thềm khác, nơi có đảo Lord Howe. Các vách của Khối đá tàn dư tiếp tục kéo sâu xuống dưới mặt nước cho đến phần thềm.

## Động thực vật

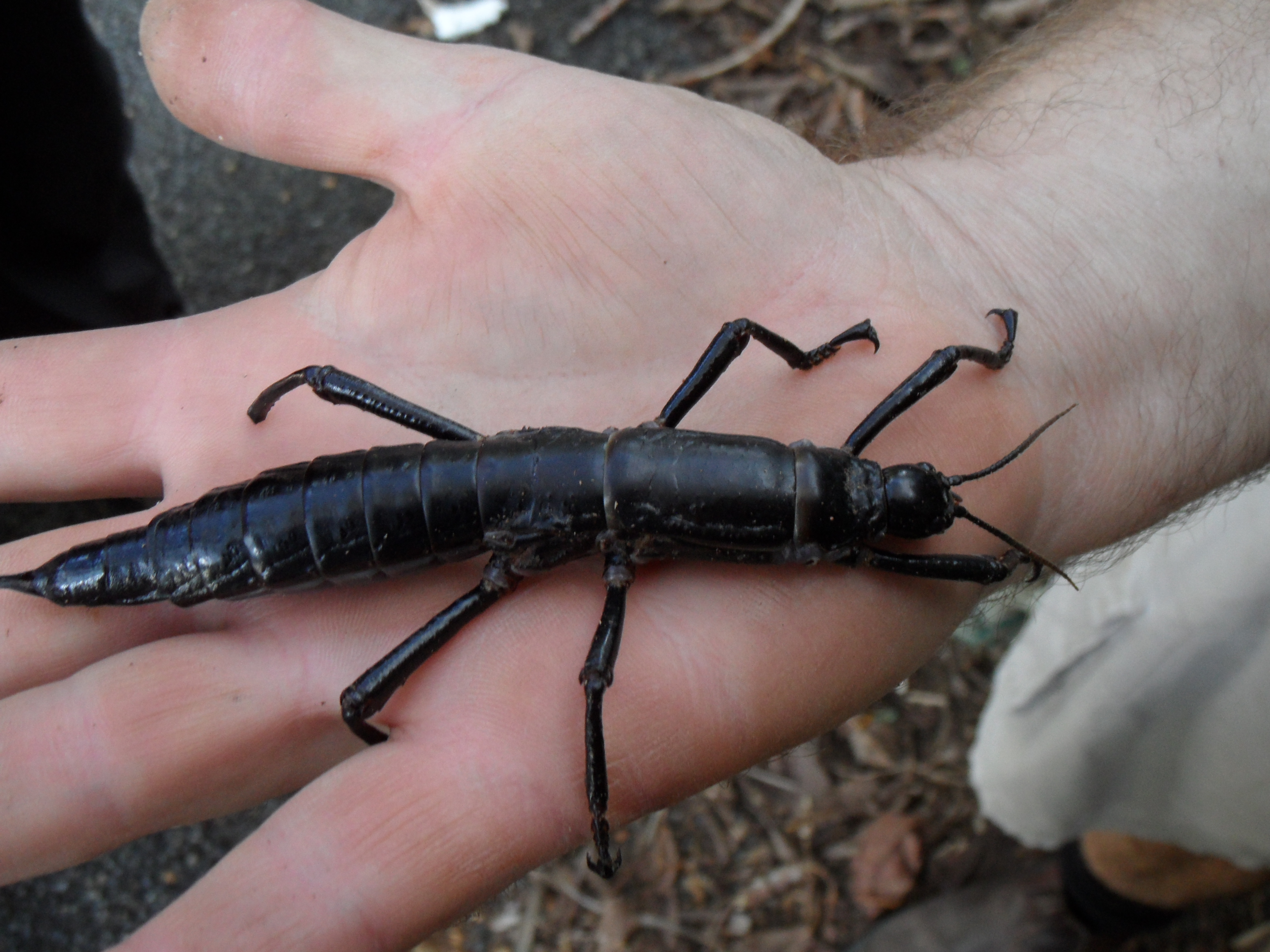
Bọ que Đảo Lord Howe.

Trên đảo là nơi có những bụi cây Melaleuca howeana. Chúng phát triển qua những kẽ hở nhỏ, nơi nước thấm qua các vết nứt. Đặc biệt, hòn đảo là nhà của quần thể hoang dã Bọ que Đảo Lord Howe cuối cùng trên thế giới. Sau lần nhìn thấy cuối cùng trên Đảo Lord Howe vào năm 1920, chúng được cho là đã tuyệt chủng. Tuy nhiên, trong một cuộc leo núi năm 1964, một xác của loài bọ này đã được tìm thấy và chụp lại. Trong những năm sau đó, một số mẫu vật chết được phát hiện, nhưng những nỗ lực tìm kiếm mẫu vật sống đã không thành công.
Năm 2001, một nhóm các nhà côn trùng học và bảo tồn đã đến đảo đá để lập biểu đồ hệ động thực vật. Như đã hy vọng, họ đã phát hiện ra một quần thể Bọ que Đảo Lord Howe sống trong một khu vực rộng 6 nhân 30 mét (20 nhân 100 ft) ở độ cao 100 mét (330 ft) so với bờ biển, dưới một bụi cây Melaleuca howeana. Số lượng cực kỳ ít, chỉ có 24 cá thể. Hai cặp đã được đưa đến lục địa Úc và các quần thể mới đã được nhân giống thành công, với mục tiêu cuối cùng là lại đưa chúng về với đảo Lord Howe.